# 罗卡圣玛丽亚
罗卡圣玛丽亚（義大利語：Rocca Santa Maria）是意大利泰拉莫省的一个市镇。总面积61平方公里，人口592人，人口密度9.7人/平方公里（2009年）。ISTAT代码为067036。